# Diximoxi
Diximoxi är en ort i Mexiko, tillhörande kommunen Atlacomulco i den nordvästra delen av delstaten Mexiko, i den centrala delen av landet. Orten hade 357 invånare vid folkräkningen 2010.